# IC 3710
IC 3710 је галаксија у сазвјежђу Дјевица која се налази на листи објеката дубоког неба у Индекс каталогу.
Деклинација објекта је + 12° 6' 52" а ректасцензија 12h 44m 9,6s. Привидна величина (магнитуда) објекта IC 3710 износи 14,7 а фотографска магнитуда 15,3. IC 3710 је још познат и под ознакама UGC 7906, VCC 1992, PGC 42881.